# Municipio de Juan Gualberto Gómez
Municipio de Juan Gualberto Gómez är en kommun i Kuba.   Den ligger i provinsen Matanzas, i den västra delen av landet, 90 km öster om huvudstaden Havanna.